# Shuttarna I
Shuttarna I was een vroege koning van de Mitanni. Zijn naam is geschreven op een zegel, gevonden bij Alalakh. De inscriptie is "zoon van Kirta" en betreft de enige referentie aan deze koning die tot nu toe is ontdekt. Omdat het zegel ook door volgende koningen van de Mitanni is gebruikt, kan Shuttarna worden gezien als de grondlegger van een dynastie en van de hoofdstad; tevens zou Shuttarna verschillende gebieden hebben verenigd.
Shuttarna zou rond 1500 v.Chr. hebben geregeerd.